# Los Choneros
Лос Чонерос (ісп. Los Choneros) — це організований злочинний синдикат і наркокартель, що базується в місті Гуаякіль, Еквадор, з помітною присутністю вздовж більшої частини узбережжя країни. Банда відома своєю причетністю до організованої злочинності, включаючи торгівлю наркотиками, вимагання та пограбування. Багато її членів перебувають у списку найбільш розшукуваних в Еквадорі, а колишні лідери були ув'язнені або вбиті. Їхній основний бізнес — переправлення кокаїну до США.
9 січня 2024 року в Еквадорі спалахнув збройний конфлікт після того, як гангстер Хосе Вільямар втік з в'язниці, а близько 30 високопосадовців були заарештовані під час операції по боротьбі з корупцією та наркоторгівлею. Уряд країни оголосив стан внутрішньої війни проти кількох організованих злочинних угруповань, насамперед Лос Чонерос. 

## Історія
Чонерос, ймовірно, виникли в Чоні або Манта, десь у 1990-х роках. Спочатку це була банда молодих людей у віці від 18 до 30 років, до якої входило вісім осіб. Її засновником і першим лідером був Хорхе Бісмарк Веліз Еспанья, відомий як Чонеро або Теньєнте Еспанья, який, як кажуть, починав як наркодилер у міських барріо.
Карлос Хесус Седеньо Віра, відомий як Ель Рохо або Ель Кесеро, голова банди Лос Кесерос, посварився з Бісмарком, одним з її членів, на вечірці і замовив його вбивство, яке було здійснено тієї ж ночі. Бісмарк і його дочка були поранені, а його дружина загинула. Бісмарк, разом з членами сім'ї, друзями та кримінальними співучасниками, разом Лос Чонерос, включаючи майбутнього лідера банди Хорхе Луїса Замбрано, який на той час був кілером Лос Чонерос, вбили брата та сина Віри, Джонні Верді Седеньо Віра та Крістіана Джонатана Седеньо Бріонеса. У подальшій війні Лос Кесерос були винищені. Дехто з Лос Чонерос вижив, що дозволило їм продовжувати займатися організованою злочинністю.
Вважається, що «Лос Чонерос» є збройним крилом картелю Сіналоа в Еквадорі. Їхній основний бізнес - торгівля наркотиками, особливо кокаїном. З 2011 року «Чонерос» також присутні у в'язницях по всій країні. Організація добре організована на національному рівні і включає еквадорських силовиків та політиків.